# Ishtar (film)
Pour les articles homonymes, voir Ishtar (homonymie).
Pour plus de détails, voir Fiche technique et Distribution.

Ishtar est un film américain réalisé par Elaine May en 1987.

## Synopsis
Deux auteurs-compositeurs-interprètes rêveraient d'être les nouveaux Simon et Garfunkel, mais ils sont loin d'en avoir le talent. Ils finissent par accepter un engagement dans un hôtel au Maroc et vont se retrouver mêlés contre leur gré à une opération de la CIA dans le pays (imaginaire) d'Ishtar.

## Fiche technique
- Titre original : Ishtar
- Réalisation : Elaine May
- Scénario : Elaine May
- Direction artistique : Paul Sylbert
- Décors : Steve J. Jordan, Alan Hicks
- Costumes : Anthony Powell
- Photographie : Vittorio Storaro
- Son : John Strauss
- Montage : Stephen A. Rotter, William Reynolds, Richard P. Cirincione
- Musique : Dave Grusin
- Production : Warren Beatty
- Production associée : David L. MacLeod, Nigel Wooll
- Société de production : Columbia Pictures, Delphi V Productions
- Société de distribution : Columbia Pictures
- Pays de production :  États-Unis
- Langue originale : anglais
- Format : couleur (Technicolor) — 35 mm — 1,85:1 — son Mono
- Genre : Action
- Durée : 107 minutes
- Dates de sortie : 
  - États-Unis : 15 mai 1987
  - France : 16 décembre 1987
- Tournage : New York (en studios) et Maroc de septembre 1985 à mars 1986.

## Distribution
- Dustin Hoffman (VF : Patrick Floersheim) : Chuck Clarke
- Warren Beatty (VF : Bernard Tiphaine) : Lyle Rogers
- Isabelle Adjani (VF : Elle-même) : Shirra Assel
- Charles Grodin (VF : Jean-Luc Kayser) : Jim Harrison
- Jack Weston (VF : Jacques Deschamps) : Marty Freed
- Tess Harper : Willa
- Carol Kane (VF : Françoise Dasque) : Carol
- Herb Gardner (VF : Mostéfa Stiti) : Rabbin Pierce
- Edgar Smith (VF : William Sabatier) : Pr Barnes
- Aharon Ipalé : Emir Yousef
- Cristine Rose : Siri Darma
- Fred Melamed : Caïd d'Assari